# Isidoro Blaisten
Isidoro Blaistein (Concordia, 12 de enero de 1933-Buenos Aires, 28 de agosto de 2004) fue un escritor argentino. Su obra se caracteriza por el absurdo y un sentido del humor con uso del habla coloquial.

## Biografía
Isidoro Blastein nació el 12 de enero de 1933 en la ciudad de Concordia, provincia de Entre Ríos, Argentina. Hijo de David Blaisten y Dora Gliclij, fue uno de los tantos judíos argentinos que poblaron las zonas rurales del interior. Nacido con el apellido Blaisten, posteriormente lo cambiaría pasándose a llamar Isidoro Blastein, aunque en algunas ocasiones también firmó como Blaistein.
Miembro de la Academia Argentina de Letras desde el 2001, en la que ocupó el sillón n.º 13: «José Hernández», y miembro correspondiente de la Real Academia Española, combinaba el ejercicio de la literatura con su oficio de librero de barrio, tras haber sido publicista y fotógrafo de niños. Colaboró con la revista El escarabajo de oro» y con diversos medios periodísticos argentinos.
Recibió dos Premios Konex de Platino en la categoría Cuento, en 1994 y 2004. Falleció a los 71 años de edad en la ciudad de Buenos Aires.

## Obra

### Novela
- Voces en la noche (2004)

### Cuentos
- La felicidad (1969)
- La salvación (1972)
- El mago (1974)
- Dublín al Sur (1980)
- Cerrado por melancolía (1982)
- Cuentos anteriores (1982) (recopilación)
- A mí nunca me dejaban hablar (1985)
- Carroza y reina (1986)
- El tío Facundo (1992)
- Al acecho (1995)
- Dicho a dicho (1996)
- Antología personal (1997)

### Poesía
- Sucedió en la lluvia (1965)

### Ensayo
- Anticonferencias (1983)
- Cuando éramos felices (1992)

## Adaptaciones al cine
- Espérame mucho (Juan José Jusid, 1983)

- La salvación (Germán A. Panarisi y Daniel Torres Arincoli, 2008) basado en su cuento homónimo de 1972